# Noi (film)
Noi (Us) è un film horror del 2019 scritto e diretto da Jordan Peele, con protagonista Lupita Nyong'o. La trama segue una famiglia afroamericana in vacanza a Santa Cruz che si ritrova attaccata dai propri doppelgänger.
È stato accolto molto positivamente dalla critica, che ha lodato in particolare la sceneggiatura e la regia di Peele, la colonna sonora e l’interpretazione della protagonista Lupita Nyong'o, candidata a molti premi.

## Trama
Santa Cruz, 1986. Mentre la TV parla dell'evento di beneficenza contro la fame e la povertà Hands Across America, in cui 6 milioni e mezzo di americani si sono tenuti per mano in una catena umana per 15 minuti, la piccola Adelaide Thomas, che è in vacanza nella casa al mare di famiglia con i suoi genitori, incontra la sua sosia nella casa degli specchi del luna park locale e, a causa dello shock, smette di parlare.
Santa Cruz, trentatré anni dopo. Sebbene preoccupata che il trauma infantile riemerga, Adelaide, ormai adulta, torna su quella spiaggia col marito, Gabe Wilson, e i loro figli, Zora e Jason, ma, appena arrivati, lei vede un'ambulanza portar via un uomo che era al luna park quella notte dell’86 e Jason, poco dopo, vede lo stesso uomo, ma con indosso una tuta rossa, le mani insanguinate; è così che Adelaide chiede a Gabe di andarsene perché sente che quella bambina la sta raggiungendo.
Quella stessa notte, i doppelgänger dei Wilson, che indossando la stessa tuta rossa dell'uomo sulla spiaggia, armati di forbici, irrompono nella casa di quelli veri e Red, il doppelgänger di Adelaide, nonché l'unico in grado di parlare anche se con fatica, racconta la sua storia: mentre Adelaide vive una vita felice (è stata ben nutrita e coccolata, si è innamorata e poi ha avuto due splendidi figli), lei, che è la sua ombra, ha passato la vita a dover far tutto ciò che faceva Adelaide ma in versione tragica, in quanto può mangiare solo conigli crudi, ha dovuto convivere con una persona che non amava e a partorire da sola due figli orribili (un piromane ed una psicopatica), così ha deciso di vendicarsi.
I membri della famiglia vengono quindi separati e costretti a restare soli coi rispettivi doppi: mentre Red ammanetta Adelaide al tavolo, Gabe, ferito ad una gamba, viene trascinato da Abraham sulla barca dove viene dal primo ucciso, e la psicopatica Oscura (Umbrae in lingua originale) insegue Zora per strada, ma viene distratta da un vicino, il piromane Pluto, mandato a giocare nell’altra stanza con Jason, del quale imita ogni gesto, viene chiuso da questi in un armadio; è così che mentre Red si allontana per liberare suo figlio, Adelaide ne approfitta per liberarsi, riunirsi ai famigliari e fuggire con la barca. In fuga, i Wilson, vanno dai loro amici, i Tyler (Josh, Kitty e le loro figlie gemelle, Becca e Lindsey), che però sono stati uccisi a colpi di forbici dai loro doppelgänger (Tex, Dahlia e le loro figlie gemelle, Io e Nix), così, dopo essere riusciti a uccidere i quattro doppioni dei Tyler, i Wilson accendono la TV e, dal notiziario, apprendono che milioni di persone negli USA sono stati uccisi dai rispettivi doppelgänger, che sembrano provenire dalle fogne, e che ora hanno iniziato a prendersi per mano, formando delle catene umane - il primo della catena è l’uomo che Jason vide sulla spiaggia.
È così che, usando l’auto dei Tyler, i Wilson ritentano la fuga, ma vengono attaccati prima da Oscura che, dopo essere riuscita a saltare sulla vettura, viene sbalzata via da Zora morendo, e poi da Pluto che, dopo aver cercato di ucciderli con una trappola sul lungomare, viene spinto a buttarsi nel fuoco da Jason che si è ricordato che lui imitava i suoi movimenti.
Mentre i Wilson sono intenti a guardare il bambino morire tra le fiamme, Red rapisce Jason così Adelaide la insegue nella casa degli specchi e, attraversato un tunnel segreto, sbuca in una struttura sotterranea invasa da conigli. È qui che Adelaide ritrova Red, che le spiega la verità: nel tentativo di controllare il popolo, il governo americano creò dei cloni della popolazione, “gli Incatenati”, ma, fallito l'esperimento, abbandonò i cloni nel sottosuolo finché Red non organizzò la loro fuga a scopo di vendetta. Come in una sorta di balletto (è mentre Red imitava Adelaide danzare che i doppelgänger hanno capito che potevano prendere il loro posto), le due combattono ma Red esita a uccidere Adelaide che, così, uccide Red, libera Jason e si ricongiunge col resto della famiglia.
Alla guida di un'ambulanza nella direzione opposta alla spiaggia di Santa Cruz, Adelaide continua a ripensare alla notte in cui incontrò Red nella casa degli specchi e finalmente ricorda ciò che successe realmente: Red aggredì Adelaide, la incatenò a un letto nella struttura sotterranea e ne prese il posto nella vita reale (per questo non parlava); l’adulta Red era dunque la vera Adelaide e, per questo, era l’unica in grado di parlare, e aveva una natura meno spietata degli altri doppelgänger e ha inserito la catena umana nel suo piano.

## Produzione

### Sviluppo
Dopo Scappa - Get Out, Jordan Peele ha optato per un film completamente horror. Peele ha poi affermato che l'ispirazione per Noi è stata l'episodio L'immagine speculare di The Twilight Zone, incentrato su una giovane donna e la sua diabolica doppelgänger.

### Cast
L'8 maggio 2018 è stato annunciato che gli attori principali Lupita Nyong'o, Winston Duke ed Elisabeth Moss erano tutti in trattative per partecipare al film: la Nyong'o in particolare ha poi confermato di essersi unita al cast del film sul suo Instagram. Il restante cast secondario, con Tim Heidecker, Yahya Abdul-Mateen II, Shahadi Wright Joseph ed Evan Alex (il figlio più piccolo di Adelaide, Jason), è stato infine completato e confermato entro luglio del 2018.

### Riprese
I preparativi per le riprese sono iniziati il 30 luglio 2018 a Santa Cruz, in California, e presso il lungomare di Santa Cruz Beach. La maggior parte del film è stata girata a Los Angeles e la casa principale è situata a Pasadena. La casa ha subito modifiche e il team vi ha trascorso sei settimane. Le riprese sono state portate a termine l'8 ottobre 2018.

### Effetti speciali
Gli effetti speciali e visivi sono stati forniti da Industrial Light & Magic e sono stati supervisionati da Grady Cofer.

## Colonna sonora
Michael Abels, che aveva precedentemente lavorato alla colonna sonora di Scappa - Get Out, ha assunto il medesimo ruolo.
Inoltre, mentre Adelaide adulta si sta dirigendo in macchina a Santa Cruz, tutta la famiglia canta la canzone passante in radio I Got 5 on It (1995), dei Luniz, singolo che ha riacquistato popolarità anche dopo essere stato inserito come colonna sonora del trailer.
Invece nel finale la canzone d'accompagnamento è Les Fleurs (1970), di Minnie Riperton.

## Promozione
Il primo trailer è stato diffuso il 25 dicembre 2018. Il 26 marzo 2019 al Cinema Adriano di Roma si è tenuta l’anteprima gratuita del film, ospiti Andrea Delogu e gli artisti Lucamaleonte e Marco Réa, che hanno realizzato appositamente due opere con un live painting. L'evento è stato organizzato dalla Universal Pictures.

### Taglinepromozionali[13]
- «We are our own worst enemy.»
  - «Il nostro peggior nemico siamo noi.»

## Distribuzione
Il film è stato distribuito nelle sale cinematografiche statunitensi il 22 marzo 2019, mentre in quelle italiane dal 4 aprile dello stesso anno.

### Home video
La versione Blu-ray e DVD del film è stata distribuita, in 4K, il 18 giugno 2019.

### Divieti
In Italia il film è stato vietato ai minori di 14 anni, mentre in altri Paesi del mondo il divieto raggiunge anche i minori di 18.

## Accoglienza

### Incassi
Il film, guadagnando 176 milioni di dollari solo tra Stati Uniti e Canada ed altri 82 milioni nel resto del mondo, ha incassato globalmente oltre $ 260 milioni, a fronte di un budget di circa 20 milioni.

### Critica
Il film, già un successo al botteghino, è stato anche molto acclamato dalla critica, ricevendo recensioni altrettanto positive rispetto al precedente film di Peele Scappa - Get Out: per esempio, sul sito web Rotten Tomatoes il film raggiunge l'eccezionale percentuale del 93% di recensioni professionali positive, con un voto medio di 8,1/10, basato su 553 recensioni.
Anche su Metacritic il film è andato molto bene, ottenendo un punteggio medio di 81 su 100, basato su 56 critiche, indicando un "riconoscimento universale"; mentre il sito IGN ha assegnato 9/10 punti.

## Riconoscimenti
- 2019 - Chicago Film Critics Association Awards[23][24]
  - Miglior attrice a Lupita Nyong'o
  - Candidatura per la miglior colonna sonora originale a Michael Abels
- 2019 - New York Film Critics Circle Awards[25]
  - Miglior attrice protagonista a Lupita Nyong'o
- 2019 - San Diego Film Critics Society Awards[26]
  - Miglior attrice a Lupita Nyong'o
- 2020 - Critics' Choice Awards[27][28]
  - Miglior film di fantascienza o horror
  - Candidatura per la miglior attrice a Lupita Nyong'o
  - Candidatura per la miglior giovane interprete a Shahadi Wright Joseph
  - Candidatura per la miglior colonna sonora a Michael Abels
- 2020 - Screen Actors Guild Award[29]
  - Candidatura per la miglior attrice cinematografica a Lupita Nyong'o